# Golfbaanarchitect

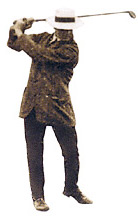
Harry Colt

Een golfbaanarchitect is een architect die golfbanen ontwerpt.
De oudste golfbanen lagen op smalle stroken grond achter de duinen en werden 'links' genoemd. Er werd vooral 's winters gespeeld door boeren en vissers die maandenlang weinig te doen hadden. Eeuwenlang veranderde dat niet.

## Eerste ontwerpers
Pas in de negentiende eeuw werden de eerste golfbanen ontworpen door onder anderen Old Tom Morris, die beroemd werd door het ontwerpen van Prestwick Golf Club in 1851, Carnoustie Golf Club in 1870 en Muirfield in 1891. Ontwerpers waren in die tijd altijd mensen die bekend waren omdat zij goed speelden. Tegenwoordig worden nog steeds links ontworpen, die soms ver van de zee liggen maar waar men toch probeert een "links-karakter" aan te brengen.

## Twintigste eeuw
Iemand die vroeger een golfbaan ontwierp, moest vooral een mooie golfbaan maken, rekening houdend met het landschap. Oude banen lagen vaak op landgoederen of oudere stukken natuur.
In de jaren zeventig begon de golfexplosie: er moesten meer banen komen en de banen moesten aan bepaalde voorwaarden voldoen. Naast goede banen moesten er ook goede faciliteiten komen, zoals driving ranges en andere oefenfaciliteiten.

## Opleiding
In Nederland is geen erkende opleiding om golfbaanarchitect te worden, maar er is een specialisatie binnen de hogere Beroepsopleiding voor Tuin- en Landschapsarchitectuur. Baanarchitecten kunnen lid worden van het European Institute of Golf Course Architects (EIGCA) in Engeland en worden daar toegelaten na bewezen bekwaamheid.

## Beroemde golfbaanarchitecten
Nederland
Bekende golfbaanarchitecten in Nederland zijn Gerard Jol, Alan Rijks en Michiel van der Vaart.
Beroemde buitenlandse golfbaanarchitecten die betrokken zijn geweest bij het ontwerpen van banen in Nederland zijn onder anderen Harry Colt, Paul Rolin, Frank Pennink en Donald Steel.
België
Een bekende Belgische baanarchitect is Paul Rolin.
Elders
De huidige topontwerpers in het buitenland zijn Tom Doak, Davis McLay Kidd, Ben Crenshaw & Bill Coore, Tom Fazio en Kyle Phillips. Veel beroemde golfspelers gaan op latere leeftijd golfbanen ontwerpen, onder anderen Severiano Ballesteros, Henry Cotton, Ernie Els, Nick Faldo, Colin Montgomerie, Jack Nicklaus en Arnold Palmer. Zij hebben meestal geen opleiding tot golfbaanarchitect genoten, maar bouwen op hun ervaring als speler.

### Nederlandse banen ontworpen door buitenlandse architecten
| Naam                  | Bekende banen | Opmerking |
| --------------------- | --- | --- |
| Harry Colt            | Golfclub de Dommel Eindhovensche Golf Koninklijke Haagsche Golf & Country Club Hilversumsche Golf Club Kennemer Golf & Country Club Utrechtse Golfclub de Pan                                                                                                  | 1928 1930 1893 1910 1927 1927 |
| Frank Pennink         | Noordwijkse Golfclub Drentse Golfclub De Gelpenberg Golfclub de Haar Rosendaelsche Golfclub Golfclub Wouwse Plantage Golfclub Zeegersloot Golfclub De Hoge Kleij Kennemer Golf & Country Club Noord-Nederlandse Golf & Country Club                            | 1969, 18 holes met Ken Cotton 1970, 18 holes met Donald Steel 1974, 9 holes 1977, uitbreiding naar 18 1978, 18 holes 1984, holes 1-9 (10-18 zijn van Gerard Jol) 1985, 18 holes 1985, 9 holes (de A-baan) 1987, uitbreiding naar 18 |
| Paul Rolin            | De Verwaeyde Sandbergen Golf & Country Club Hoenshuis Amsterdamse Golf Club GC BurgGolf St. Nicolaasga | 1987 1987 1990, door Gerard Jol in 1992 en 2006 gewijzigd 2002 |
| Donald Steel          | Golfclub Efteling Goese Golf Club Drentse Golfclub De Gelpenberg Golfclub Havelte Golfclub De Hoge Kleij Golf & Country Club Lauswolt Noord-Nederlandse Golf & Country Club Rijswijkse Golfclub Sallandsche Golfclub 'de Hoek' Golf & Country Club Winterswijk | 1994, 18 holes 1994, 18 holes 1970, uitbreiding naar 18 holes 1986, 18 holes 1985, 18 holes uitbreiding naar 18 holes 1987, 18 holes 9 holes 1986, 18 holes                                                                         |
| Bruno Steensels       | Goyer Golf & Country Club Burggolf Purmerend Golfbaan De Stok Burggolf Wijchen Wassenaarse Golf Groenendael Golfbaan De Stok | 2000, 18 holes en par 3-baan 2001, renovaties en par 3-baan 2001 2003 2008, 2 holes |
| Kyle Phillips         | Golfsociëteit De Lage Vuursche Hilversumsche Golf Club | 1999 met Robert Trent Jones Jr 2007-2008, renovatie |
| Robert Trent Jones Jr | Golfsociëteit De Lage Vuursche | 1999 met Kyle Phillips |
| Dimitri Van Hauwaert  | Maastricht International | 1991, met Steve Marnoch |

### Belgische banen ontworpen door buitenlandse architecten
| Naam               | Bekende banen                                                                                | Opmerking                                                                   |
| ------------------ | -------------------------------------------------------------------------------------------- | --------------------------------------------------------------------------- |
| Harry Colt         | Royal Zoute Golf Club                                                                        | 1907                                                                        |
| Pete Cowen         | Golflife Center Sterrebeek                                                                   | 2008, binnen een hippodroom: driving range en 6 oefenholes, kunstgrasgreens |
| Gary Player        | Five Nations Golf Club                                                                       | 1990                                                                        |
| Willie Park        | Royal Antwerp Golf Club                                                                      | 1888, in 1928 door Tom Simpson gerenoveerd                                  |
| Harold James Baker | Ternesse Golf & Country Club Golf & Country Club Oudenaarde Golf & Countryclub De Palingbeek | 1976 1988 1990                                                              |
| Seymour Dunn       | Koninklijke Golf Club van België                                                             | 1905                                                                        |
| Tom Simpson        | Koninklijke Golf Club van België                                                             | 1928                                                                        |